# Warriors of the World
Warriors of the World (englisch für „Krieger der Welt“) ist das neunte Studioalbum der US-amerikanischen True-Metal-Band Manowar und wurde am 27. Mai 2002 veröffentlicht.

## Titelliste
1. Call to Arms – 5:31 (Joey DeMaio)
2. The Fight for Freedom – 4:19 (Joey DeMaio, Karl Logan)
3. Nessun Dorma – 3:23 (Giacomo Puccini, Renato Simoni, Giuseppe Adami)
4. Valhalla – 0:32 (Joey DeMaio)
5. Swords in the Wind – 5:08 (Joey DeMaio)
6. An American Trilogy – 4:12 (Milton „Mickey“ Newbury)
7. The March – 3:52 (Joey DeMaio)
8. Warriors of the World United – 5:56 (Joey DeMaio)
9. Hand of Doom – 5:38 (Joey DeMaio)
10. House of Death – 4:16 (Joey DeMaio)
11. Fight until We Die – 3:58 (Joey DeMaio)

Die Abbildungen auf dem Cover wurden von Ken Kelly geschaffen, der seit dem Album Fighting the World für die Illustrationen zuständig ist.

## Songinformationen
Das Album beginnt mit Call to Arms, einem klassischen Heavy-Metal-Song. Gefolgt von Fight for Freedom, welcher auf die Terroranschläge am 11. September 2001 bezogen werden kann, jedoch laut Aussagen der Band vollständig vor diesem Ereignis entstanden ist. Nessun dorma stammt aus der Oper Turandot von Giacomo Puccini. Als Hommage an die italienischen Fans wurde es zum ersten Mal auf dem Gods-of-Metal-Festival in Mailand von Eric Adams gesungen, bevor es im Studio aufgenommen wurde und den Weg auf dieses Album fand. Mit diesem Stück wollte die Band zeigen, dass Eric Adams ein innovativer und abwechslungsreicher Sänger ist, der auch in klassische Opernbereiche vordringen kann.
Nach dem bis heute kürzesten Manowar-Lied Valhalla, einem Instrumental, folgt Swords in the Wind, welches die Geschichte eines sterbenden Kriegers erzählt, dessen Wunsch es ist, nach Walhall zu kommen, dem Ruheort der in einer Schlacht gefallenen Wikinger.
An American Trilogy ist ein Elvis-Coversong, welcher die Geschichte des Amerikanischen Bürgerkrieges erzählt, wobei der erste Teil, „Dixie“, dem Süden gewidmet ist, während der zweite Teil, „Battle Hymn of the Republic“, die Hymne des Nordens war. Abgerundet wird das Lied von einem Gebet für die Gefallenen.
The March kann eher als klassische Musik denn als Heavy Metal bezeichnet werden und wurde Richard Wagner gewidmet, dem „Vater des Heavy Metal“ (Zitat aus dem Booklet).
Mit Warriors of the World United folgt das bekannteste Lied aus diesem Album, welches am 15. April 2002 vorab als Single veröffentlicht wurde. Einem größeren Publikum wurde es am 18. April in Stefan Raabs TV-Sendung TV total vorgestellt, bei der Manowar zu Gast war. Die Textzeile „We said we would return and here we are again“ (wir sagten, wir würden zurückkehren, und hier sind wir wieder) bezieht sich darauf, dass Eric Adams jedes Konzert mit den Worten „we will return“ (wir werden zurückkehren) beendet.
Mit Hand of Doom, House of Death und Fight until We Die, drei eher typischen Manowar-Songs, schließt das Album.

## Kommerzieller Erfolg

### Chartplatzierungen
Das Album stieg in Deutschland auf Position 2 der Alben-Charts und blieb insgesamt 31 Wochen in den Top 100.
| ChartsChartplatzierungen | Höchstplatzierung | Wochen |
| ------------------------ | ----------------- | ------ |
| Deutschland (GfK)        | 2 (31 Wo.)        | 31     |
| Österreich (Ö3)          | 6 (6 Wo.)         | 6      |
| Schweiz (IFPI)           | 35 (5 Wo.)        | 5      |

| ChartsJahrescharts (2002) | Platzierung |
| ------------------------- | ----------- |
| Deutschland (GfK)         | 52          |

### Auszeichnungen für Musikverkäufe
Im Jahr 2004 erhielt das Album eine Goldene Schallplatte für 100.000 verkaufte Exemplare. Dies war für die Plattenfirma Nuclear Blast die erste Goldene Schallplatte – für Manowar die vierte Goldene Schallplatte nach Fighting the World, Kings of Metal und The Triumph of Steel.
| Land/Region        | Auszeichnungen für Musikverkäufe (Land/Region, Auszeichnung, Verkäufe) | Verkäufe |
| ------------------ | ---------------------------------------------------------------------- | -------- |
| Deutschland (BVMI) | Gold                                                                   | 100.000  |
| Insgesamt          | 1× Gold ·                                                              | 100.000  |

## Trivia
- Die LP erschien in den Vinyl-Farben Weiß, Orange und Gelb und ist jeweils auf 500 Stück limitiert. Weiterhin gab es eine limitierte „Picture-Disc“ Version. Anlässlich der darauffolgenden Tour wurde die CD nochmals als limitierte „Picture Shape“-Tour-Edition veröffentlicht.
- Aufgeklappt ergibt das CD-Cover ein etwa 48 × 24 cm großes Poster.
- Valhalla/Sword in the Wind ist Teil des Soundtracks zum TV-Film Die Nibelungen im Jahre 2004.